# Дискуссия Бора и Эйнштейна

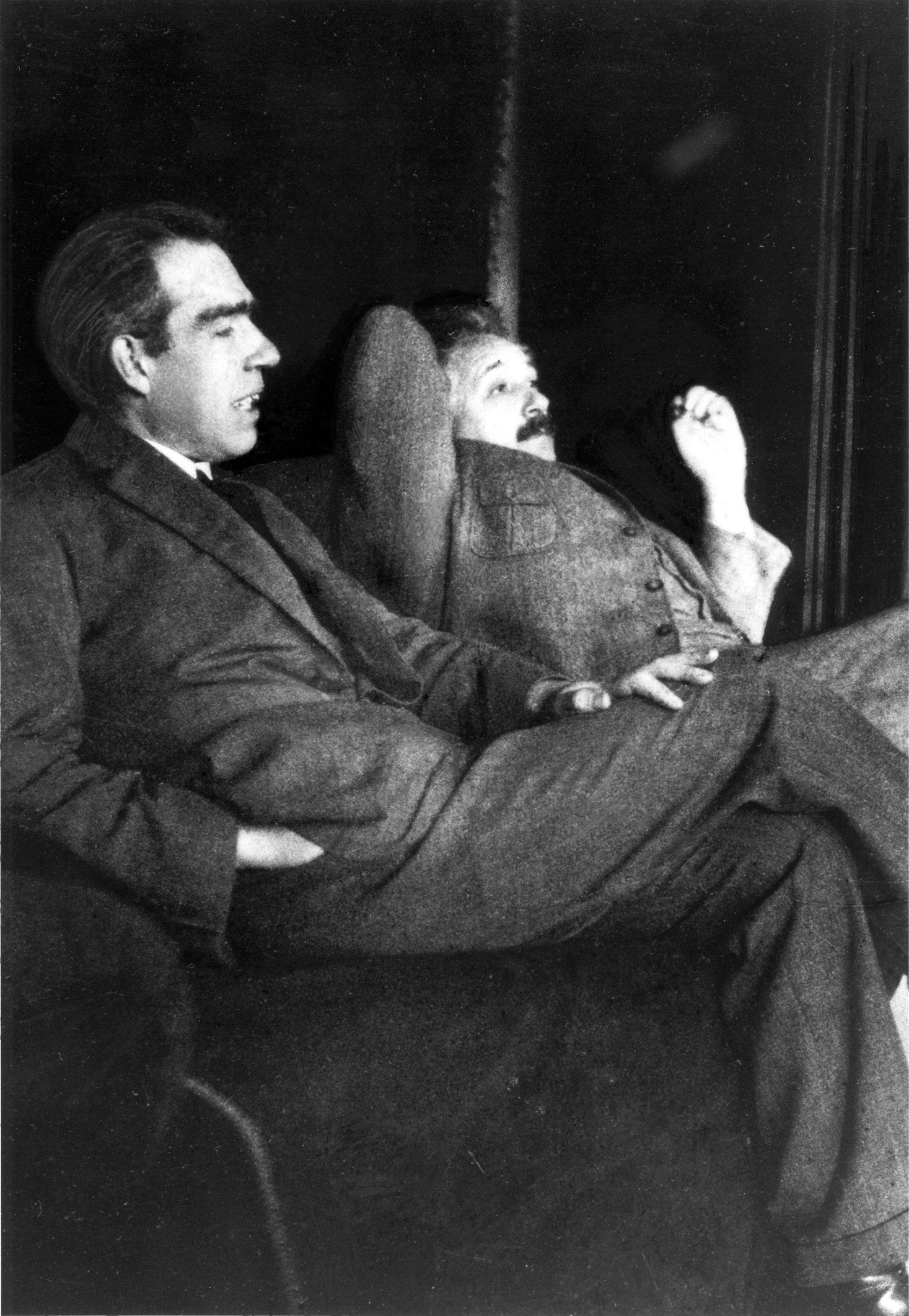
Нильс Бор с Альбертом Эйнштейном дома у
Пауля Эренфеста в Лейдене (декабрь 1925)

Дискуссия Бора и Эйнштейна — серия публичных споров о квантовой механике между Альбертом Эйнштейном и Нильсом Бором, являющаяся важным этапом развития философии науки. Итоги дискуссии были подведены Бором в обзорной статье под названием «Дискуссии с Эйнштейном о проблемах теории познания в атомной физике». Несмотря на их различия во мнениях относительно квантовой механики, Бор и Эйнштейн до конца своих дней испытывали взаимное восхищение.

## До открытия квантовой механики
Эйнштейн был первым физиком, который сказал, что открытие Планком порций светового излучения (постоянная Планка) требует пересмотра законов физики. В развитие своей точки зрения, в 1905 году он предположил, что свет иногда проявляет свойства частицы, которую он назвал световым квантом (см. фотон), а в 1909 году первым подчеркнул важность применения принципа корпускулярно-волнового дуализма при разработке новых физических теорий. Бор был одним из наиболее активных противников фотонной идеи и не принимал её до 1925 года.
В 1913 году была создана модель атома водорода Бора, которая использовала представление о квантах для объяснения атомных спектров. Эйнштейн сначала был настроен скептически, но затем высоко оценил её.

## Возникновение квантовой механики
Создание квантовой механики в середине 1920-х годов произошло под руководством как Эйнштейна и Бора, так и их предшественников, и сопровождалось дискуссиями о физическом смысле ее основных понятий. Споры Эйнштейна с создателями квантовой механики начались в 1925 году, когда Вернер Гейзенберг ввел матричные уравнения, которые пересмотрели Ньютоновские представления о пространстве и времени для процессов в микромире и продолжились в 1926 году, когда Макс Борн предположил, что законы квантовой механики оперируют с вероятностями событий.
Эйнштейн отверг эту интерпретацию. В письме 1926 года Максу Борну Эйнштейн писал: «я, во всяком случае, убеждён, что он [Бог] не бросает кости».
На пятой Сольвеевской конференции, состоявшейся в октябре 1927 года началась дискуссия между Эйнштейном с одной стороны и Гейзенбергом и Борном с другой стороны об основах квантовой механики.

## Обсуждение квантовой механики: первый этап
Позиция Эйнштейна в течение многих лет существенно эволюционировала. На первом этапе Эйнштейн отказался принять квантовый индетерминизм и попытался продемонстрировать, что принцип неопределённости может быть нарушен, предлагая гениальный «мысленный эксперимент», который должен позволять одновременное точное измерение несовместимых переменных, таких как положение и скорость, или использование одновременно волнового и корпускулярного аспектов одного и того же процесса.

### Аргументы Эйнштейна
Эйнштейн предложил мысленный эксперимент с использованием законов сохранения энергии и импульса для получения информации о состоянии частицы в процессе интерференции, которая, согласно принципу неопределенности или дополнительности, не должна быть доступна.

Рисунок A. Монохроматический луч (тот, для которого все частицы имеют один и тот же импульс) сталкивается с первым экраном, дифрагирует, и дифрагированная волна сталкивается со вторым экраном с двумя щелями, в результате чего образуется интерференционная фигура на фоне «F». Как всегда, предполагается, что только одна частица за раз способна пройти весь механизм. Измерив отдачи экрана S_{1}, согласно Эйнштейну, можно определить, через какую щель прошла частица, не разрушив интерференционную картину.

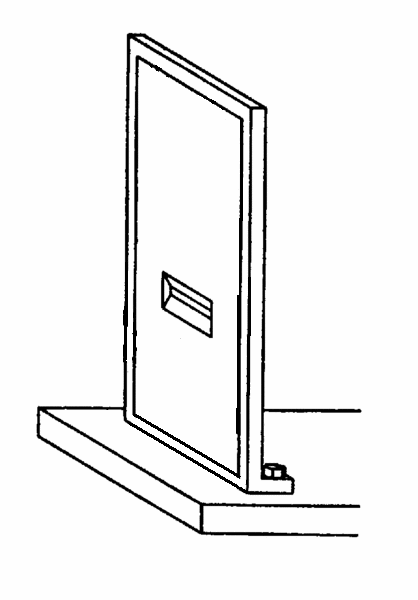
Рисунок B. Щель Эйнштейна.

На рисунке A показана экспериментальная установка: луч света, перпендикулярный оси «X», распространяется в направлении «z» и встречает экран S1 с узкой (относительно длины волны луча) щелью. Пройдя через щель, волновая функция дифрагирует с угловым раскрытием, это заставляет его столкнуться со вторым экраном S2 с двумя щелями. Последовательное распространение волн приводит к формированию интерференционной фигуры на конечном экране «F».
Процесс прохождения света через две щели второго экрана S2 является существенно волновым. Он представляет собой интерференцию между двумя состояниями, в которых частица локализована в одной из двух щелей. Это означает, что частица «распространяется» прежде всего в зоны конструктивной интерференции и не может оказаться в точках зон деструктивной интерференции (в которой волновая функция обнуляется). Также важно отметить, что любой эксперимент, предназначенный для доказательства «корпускулярного» аспекта процесса при прохождении экрана S2 (что в данном случае сводится к определению того, через какую щель прошла частица) неизбежно разрушает волновые аспекты, что подразумевает исчезновение интерференционной фигуры и появление двух концентрированных пятен дифракции, что подтверждает наши знания о траектории движения частицы.
В этот момент Эйнштейн вновь рассматривает первый экран и утверждает следующее: поскольку взаимодействующие частицы имеют скорости (практически) перпендикулярные экрану S1, и так как только взаимодействие с этим экраном может вызвать отклонение от первоначального направления распространения, по закону сохранения импульса, который подразумевает, что сумма импульсов двух взаимодействующих систем сохраняется, если падающая частица отклоняется в сторону сверху, экран будет откатываться в сторону дна и наоборот. В реальных условиях масса экрана настолько велика, что он останется неподвижным, но, в принципе, можно измерить даже бесконечно малую его отдачу. Если мы представим себе измерение импульса экрана в направлении «X» после того, как каждая отдельная частица прошла, мы можем знать, из того, что будет обнаружен откат экрана в сторону верха (низа), была ли искривлена рассматриваемая частица к нижней или верхней части, и, следовательно, через какую щель в S2 прошла частица. Но так как определение направления отдачи экрана после того, как частица прошла, не может повлиять на последовательное развитие процесса, мы всё равно будем иметь картину исчезновения интерференции на экране «F». Исчезновение интерференции происходит именно потому, что состояние системы есть «суперпозиция» двух состояний, волновые функции которых ненулевые только вблизи одной из двух щелей. С другой стороны, если каждая частица проходит только через щель «b» или щель «c», то множество системы — это статистическая смесь двух состояний, а это значит, что интерференция невозможна. Если Эйнштейн прав, то налицо нарушение принципа неопределённости.

### Ответ Бора

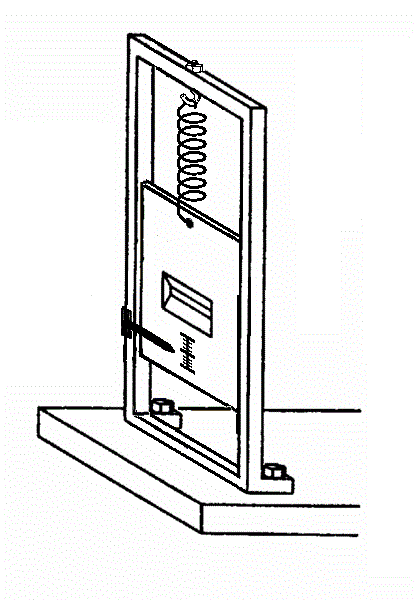
Рисунок C. Для того чтобы реализовать предложение Эйнштейна, необходимо заменить первый экран на рисунке A (S_{1}) диафрагмой, которая может перемещаться вертикально, так, как это предложил Бор.

Ответ Бора состоял в том, чтобы проиллюстрировать идею Эйнштейна более чётко, используя измерительный прибор со скользящим вверх и вниз экраном на рисунке C. Бор замечает, что чрезвычайно точное знание любого (потенциального) вертикального движения экрана является существенной предпосылкой в аргументации Эйнштейна. В самом деле, если его скорость в направлении «х» «до» прохождения частицы не известна с точностью, существенно большей, чем вызванная отдачей (то есть если бы он уже двигался вертикально с неизвестной и большей скоростью, чем та, которую он получает вследствие контакта с частицей), то определение его движения после прохождения частицы не дало бы той информации, которую мы ищем. Однако, продолжает Бор, чрезвычайно точное определение скорости экрана, когда применяется принцип неопределённости, подразумевает неизбежную неточность его положения в направлении «X». Таким образом, ещё до начала процесса экран занимал бы неопределённое положение, по крайней мере, до некоторой степени (определяемое соотношением неопределённостей между координатой и импульсом квантовой механики). Теперь рассмотрим, например, точку «d» на рисунке А, где интерференция является разрушительной. Любое смещение первого экрана сделало бы длины двух путей, «a-b-d» и «a-c-d», отличными от указанных на рисунке. Если разница между двумя путями изменяется на половину длины волны, то в точке «d» возникает конструктивная, а не разрушительная интерференция. Идеальный эксперимент должен усреднять все возможные положения экрана S1, и для каждого положения соответствует, для некоторой фиксированной точки «F», другой тип помехи, от совершенно разрушительной до совершенно конструктивной. Эффект этого усреднения заключается в том, что картина интерференции на экране «F» будет равномерно серой. Ещё раз, наша попытка доказать корпускулярные аспекты в S2 уничтожила возможность интерференции в «F», которая критически зависит от волновых аспектов.
Как признавал Бор, для понимания этого явления «решающим является здесь то, что в такого рода опытах тела, участвующие в обмене количеством движения и энергией с частицами, входят наряду с ними в состав системы, к которой должен применяться формальный аппарат квантовой механики. Что касается спецификации условий, необходимых для однозначного применения этого формального аппарата, то здесь важно то, что эти условия должны характеризовать всю установку в целом. В самом деле, присоединение какой-либо новой части прибора, например, зеркала, поставленного на пути частицы, вызвало бы новые интерференционные явления, которые могут существенно повлиять на предсказания возможных результатов, которые в конце концов регистрируются». Далее Бор пытается разрешить эту двусмысленность в отношении того, какие части системы следует считать макроскопическими, а какие нет: «В частности, должно быть очень ясно, что… однозначное использование пространственно-временных понятий при описании атомных явлений сводится к регистрации наблюдений, которые относятся к изображениям на фотографическом объективе или к аналогичным практически необратимым эффектам усиления, таким как образование капли воды вокруг иона в темной комнате».
Аргумент Бора о невозможности использования аппарата, предложенного Эйнштейном, для нарушения принципа неопределённости решающим образом следует из того, что макроскопическая система (экран S1) подчиняется квантовым законам. С другой стороны, Бор последовательно полагал, что для того, чтобы наглядно описать микроскопические аспекты реальности, необходимо
использовать процесс усиления, в котором задействованы макроскопические приборы, чьей главной особенностью является то, что они подчиняются классическим законам и могут быть описаны в классических терминах. Эта двусмысленность называется сегодня проблемой измерения в квантовой механике.

### Принцип неопределённости для времени и энергии
Во многих хрестоматийных примерах и популярных обсуждениях квантовой механики принцип неопределённости объясняется ссылкой на пару переменных: положение и скорость (или импульс). Важно отметить, что волновая природа физических процессов подразумевает, что должно существовать ещё одно соотношение неопределённости: между временем и энергией. Для того, чтобы осмыслить это соотношение, удобно обратиться к эксперименту, изучающему распространение волны, которая ограничена в пространстве. Предположим, что луч, который чрезвычайно вытянут в продольном направлении, распространяется к экрану с щелью, снабжённой затвором, который остаётся открытым только в течение очень короткого промежутка времени {\displaystyle \Delta t}. За пределами щели будет наблюдаться волна, занимающая ограниченную область пространства, которая продолжает распространяться вправо.
Идеально монохроматическая волна (например, музыкальная нота, которую нельзя разделить на гармоники) имеет бесконечную пространственную протяжённость. Для того, чтобы иметь волну, которая ограничена в пространстве (что на практике называется волновым пакетом), несколько волн разных частот должны быть наложены и распределены непрерывно в пределах определённого интервала частот вокруг среднего значения, например {\displaystyle \nu _{0}}. В результате в каждый момент времени существует пространственная область (которая движется во времени), в которой вклады различных полей складываются. Тем не менее, согласно точной математической теореме, если мы удаляемся от этой области, фаза s из различных полей различается всё больше и возникает разрушительная интерференция. Поэтому область, в которой волна имеет ненулевую амплитуду, пространственно ограничена. Это легко продемонстрировать тем, что если волна имеет пространственные размеры, равные {\displaystyle \Delta x} (что означает в нашем примере, что затвор оставался открытым в течение времени {\displaystyle \Delta t=\Delta x/v}, где v — скорость волны), тогда волна содержит (или является суперпозицией) различных монохроматических волн, частоты которых занимают интервал {\displaystyle \Delta \nu }, который удовлетворяет соотношению:
{\displaystyle \Delta \nu \geq {\frac {1}{\Delta t}}.}
Помня, что в универсальном соотношении Планка частота и энергия пропорциональны:
{\displaystyle E=h\nu \,}
из предыдущего неравенства сразу следует, что частица, связанная с волной, должна обладать энергией, которая не вполне определена (так как разные частоты участвуют в суперпозиции) и, следовательно, существует неопределённость в энергии:
{\displaystyle \Delta E=h\,\Delta \nu \geq {\frac {h}{\Delta t}}.}
Из этого сразу следует, что:
{\displaystyle \Delta E\,\Delta t\geq h}
это отношение неопределённости между временем и энергией.

### Второе возражение Эйнштейна

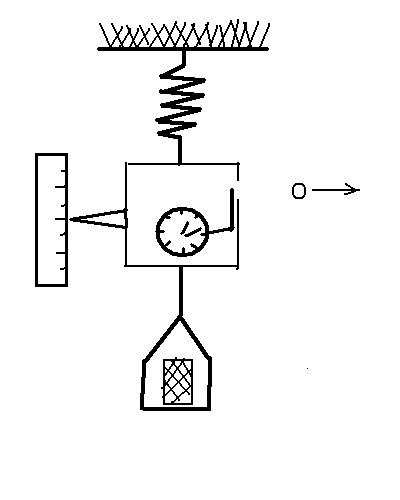
Рисунок D Фотонный ящик Эйнштейна

На шестом Сольвеевском Конгрессе в 1930 году недавно открытое соотношение неопределённостей являлось целью критики Эйнштейна. Он выдвинул идею мысленного эксперимента по опровержению данного соотношения.
Эйнштейн рассматривает коробку (называемую «коробкой Эйнштейна», см. рис. D), содержащую электромагнитное излучение и часы, которые управляют открытием затвора, который закрывает отверстие, сделанное в одной из стенок коробки. Затвор открывает отверстие на время {\displaystyle \Delta t}, которое может быть выбрано произвольно. Во время открытия, мы должны предположить, что фотон, из числа тех, что внутри коробки, выходит через отверстие. Таким образом, волна ограниченного пространственного расширения была создана, следуя приведённому выше объяснению. Чтобы оспорить отношение неопределённости между временем и энергией, необходимо найти способ определить с достаточной точностью энергию, которую с ним принёс фотон. В этот момент Эйнштейн обращается к своему знаменитому соотношению между массой и энергией специальной теории относительности: {\displaystyle E=mc^{2}}. Из этого следует, что знание массы объекта даёт точное указание на его энергию. Поэтому аргумент очень прост: если вы взвешиваете коробку до и после открытия затвора и если определённое количество энергии вырвалось из коробки, то коробка станет легче. Изменение массы, умноженное на {\displaystyle c^{2}}, обеспечит точное знание испускаемой энергии.
Кроме того, часы укажут точное время, в которое произошло событие эмиссии частицы. Так как, в принципе, массу ящика можно определить с произвольной степенью точности, излучаемая энергия может быть определена с точностью {\displaystyle \Delta E} с любой желаемой точностью. Таким образом, результат {\displaystyle \Delta E\Delta t} может быть получен меньше, чем допускается принципом неопределённости.
Остроумная идея Эйнштейна вначале поставила в тупик Бора. Приведём воспоминания современника, Леона Розенфельда, учёного, который участвовал в Конгрессе, и описал это событие несколько лет спустя:
«Для Бора это было настоящим ударом… он не мог сразу дать объяснение. Весь вечер он сильно страдал, ходил от одного к другому и старался всех убедить, что это не так, что если Эйнштейн прав, то физике пришёл конец; но найти опровержения не мог. Никогда не забуду, как противники покинули университетский клуб: рядом с медленно шедшим высоким величественным Эйнштейном, на губах которого играла несколько ироническая улыбка, семенил страшно взволнованный Бор… На следующее утро пробил час триумфа Бора.»

### Триумф Бора
«Триумф Бора» состоял в том, что он глубоко проанализировал процесс измерения с точки квантовой физики и показал, что соотношение неопределённостей между энергией и временем остаётся справедливым. При этом он апеллировал именно к одной из великих идей Эйнштейна: принципу эквивалентности между гравитационной массой и инертной массой, вместе с замедлением времени специальной теории относительности, и следствию из них — гравитационному красному смещению. Бор показал, что для того, чтобы эксперимент Эйнштейна мог быть проведён, ящик должен был быть подвешен на пружине в гравитационном поле. Для того, чтобы произвести измерение веса коробки, стрелка весов, указывающая на измерительную шкалу, должна быть прикреплена к коробке. После вылета фотона, груз, эквивалентный его массе {\displaystyle m}, должен быть добавлен к грузу под ящиком, чтобы восстановить исходное положение стрелки и это позволило бы нам определить энергию {\displaystyle E=mc^{2}}, которая была потеряна, когда фотон ушёл. Коробка находится в гравитационном поле с ускорением свободного падения {\displaystyle g}, и гравитационное красное смещение влияет на скорость хода часов, получая неопределённость показаний часов {\displaystyle \Delta t} во время съёма измерений {\displaystyle T}.
Бор дал следующий расчёт, придя в итоге к соотношению неопределённостей для энергии и времени {\displaystyle \Delta E\Delta t\geqslant {\frac {\hbar }{2}}}. Обозначим неопределённость в массе {\displaystyle m} как {\displaystyle \Delta m}. Обозначим ошибку в измерении положения стрелки весов как {\displaystyle \Delta q}. Добавление нагрузки {\displaystyle m} в поле тяжести придаёт импульс {\displaystyle p}, который мы можем измерить с точностью {\displaystyle \Delta p}, где {\displaystyle \Delta p\Delta q\geqslant {\frac {\hbar }{2}}}. Очевидно, {\displaystyle \Delta p<tg\Delta m}, и таким образом, {\displaystyle tg\Delta m\Delta q\geqslant {\frac {\hbar }{2}}}. По формуле красного смещения (которая вытекает из принципа эквивалентности и замедления времени), неопределённость во времени {\displaystyle t} равна {\displaystyle \Delta t=t{\frac {g\Delta q}{c^{2}}}} и {\displaystyle \Delta E=c^{2}\Delta m}, итак {\displaystyle \Delta E\Delta t=c^{2}\Delta m\Delta t\geqslant {\frac {\hbar }{2}}}. Поэтому мы пришли к соотношению неопределённостей между энергией и временем {\displaystyle \Delta E\Delta t\geqslant {\frac {\hbar }{2}}}.

## Неполнота квантовой механики
Характеризуется вторая фаза «дебатов» Эйнштейна с Бором и ортодоксальной интерпретацией путём принятия того факта, что на практике невозможно одновременно определить значения некоторых несовместимых величин, но отказ от этого подразумевает, что эти величины не на самом деле имеют точные значения. Эйнштейн отвергает вероятностную интерпретацию Борна и настаивает, что квантовые вероятности являются эпистемологией, а не онтологией в природе. Следовательно, квантовая теория является в каком-то смысле неполной. Он признает огромную ценность этой теории, но предполагает, что она «не рассказывает всю историю», и, предоставляя соответствующее описание в то же время определённый уровень, она не даёт никакой информации о более фундаментальном базовом уровне:
«Я с величайшим уважением отношусь к целям, которые преследуют физики последнего поколения, которые идут под названием квантовой механики, и я считаю, что эта теория, конечно, представляет собой глубокий уровень, но я также верю, что ограничение законами статистического характера окажется преходящим…. Без сомнения, квантовая механика ухватила важный фрагмент истины и будет образцом для подражания для всех будущих фундаментальных теорий, для того, что она должна быть выведена как предельный случай из таких оснований, так же как электростатика выводится из уравнений Максвелла.»
Эти мысли Эйнштейна положили начало линии исследований в теория скрытых параметров, например, интерпретация Бома, в попытке завершить здание квантовой теории. Если квантовая механика может быть сделана «полной» в смысле Эйнштейна, это не может быть сделано локально; это факт был продемонстрирован Беллом с формулировкой неравенства Белла в 1964 году.

### ЭПР-парадокс

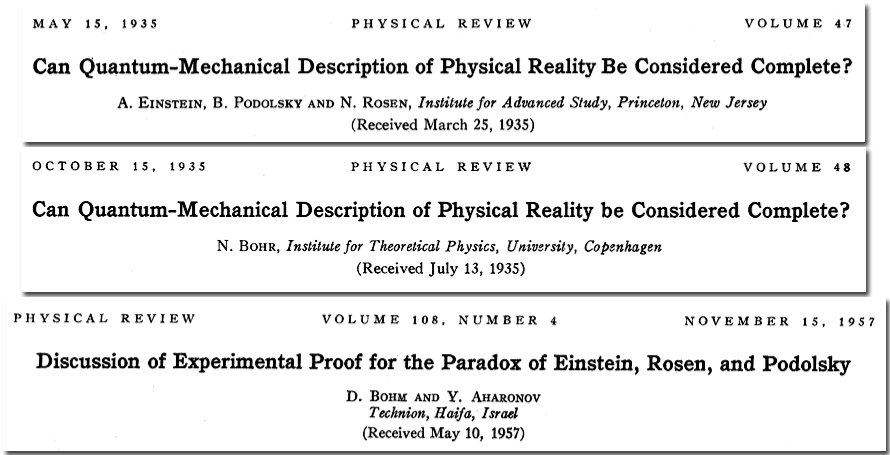
Заглавные страницы первых статей по ЭПР.

В 1935 году Эйнштейн, Борис Подольский и Натан Розен опубликовали статью под названием «Можно ли считать, что квантово-механическое описание физической реальности является полным?». В ней они анализировали поведение системы, состоящей из двух частей, которые взаимодействовали в течение короткого промежутка времени. Прежде чем перейти к этому аргументу, необходимо сформулировать ещё одну гипотезу, которая вытекает из работы Эйнштейна в теории относительности: принцип локальности. «Элементы физически объективно наблюдаемой реальности не могут подвергаться мгновенному действию на расстоянии».
Аргумент ЭПР был в 1957 году подхвачен Дэвидом Бомом и Якиром Аароновым в опубликованной статье с заголовком «Обсуждение экспериментального доказательства парадокса Эйнштейна, Розена и Подольского». Авторы переформулировали аргумент в терминах запутанного состояния двух частиц, которые можно резюмировать следующим образом:
1) рассмотрим систему из двух фотонов, которые в момент времени «t» расположены, соответственно, в пространственно удалённых областях A и B, которые также находятся в запутанном состоянии поляризация {\displaystyle \left|\Psi \right\rangle } как описано ниже:
{\displaystyle \left|\Psi ,t\right\rangle ={\frac {1}{\sqrt {2}}}\left|1,V\right\rangle \left|2,V\right\rangle +{\frac {1}{\sqrt {2}}}\left|1,H\right\rangle \left|2,H\right\rangle .}
2) в момент времени «t» фотон в области A проверяется на вертикальную поляризацию. Предположим, что результат измерения заключается в том, что фотон проходит через фильтр. После редукции волнового пакета, в результате чего в момент времени «t» + «dt» система становится:
{\displaystyle \left|\Psi ,t+dt\right\rangle =\left|1,V\right\rangle \left|2,V\right\rangle .}
3) в этот момент наблюдатель в А, который проводил первое измерение на фотоне «1», не делая чего-либо ещё, что может нарушить систему или другой фотон («предположение (R)», ниже), можно с уверенностью предсказать, что фотон «2» пройдёт испытание вертикальной поляризацией. Из этого следует, что фотон "2" обладает элементом физической реальности — вертикальной поляризацией.
4) согласно предположению о локальности, это не могло быть действие, выполненное в A, которое и создало этот элемент реальности для фотона «2». Следовательно, мы должны заключить, что фотон обладал свойством быть способным пройти испытание вертикальной поляризации «перед» и «независимо от» измерения фотона «1».
5) в момент времени «Т» наблюдатель в «А» мог бы решить провести испытание поляризации при 45°, получив определённый результат, например, что фотон проходит испытание. В таком случае он мог бы сделать вывод, что фотон «2» оказался поляризованным под углом 45°. Альтернативно, если фотон не прошёл, проведя испытание, он мог бы сделать вывод, что фотон «2» оказался поляризованным на 135°. Объединяя одну из этих альтернатив с выводом, достигнутым в 4, кажется, что фотон «2» до измерения имел место, обладал как свойством быть способным с уверенностью пройти испытание вертикальной поляризацией и свойство мочь пройти с уверенностью испытание поляризации на или 45° или 135°. Согласно формализму, эти свойства несовместимы.
6) поскольку естественные и очевидные требования заставили сделать вывод, что фотон «2» одновременно обладает несовместимыми свойствами, это означает, что даже если невозможно определить эти свойства одновременно и с произвольной точностью, они тем не менее объективно принадлежат системе. Но квантовая механика отрицает эту возможность и поэтому она является неполной теорией.

### Ответ Бора
Ответ Бора на этот аргумент был опубликован на пять месяцев позже первоначальной публикации ЭПР, в том же журнале и с точно таким же названием, как и оригинал:
«…формулировка вышеупомянутого критерия физической реальности, предложенного Эйнштейном, Подольским и Розеном, содержит двусмысленность в выражении „без какого бы то ни было возмущения системы“. Разумеется, в случае, подобном только что рассмотренному, нет речи о том, чтобы в течение последнего критического этапа процесса измерения изучаемая система подвергалась какому-либо механическому возмущению. Но и на этом этапе речь идёт по существу о возмущении в смысле влияния на самые условия, определяющие возможные типы предсказаний будущего поведения системы. Так как эти условия составляют существенный элемент описания всякого явления, к которому можно применять термин „физическая реальность“, то мы видим, что аргументация упомянутых авторов не оправдывает их заключения о том, что квантовомеханическое описание существенно неполно. Напротив того, как вытекает из наших предыдущих рассуждений, это описание может быть характеризовано как разумное использование всех возможностей однозначного толкования измерений, совместимого с характерным для квантовых явлений конечным и не поддающимся учёту взаимодействием между объектом и измерительными приборами».

## Современный этап дискуссии
В своей последней статье на эту тему Эйнштейн ещё больше уточнил свою позицию, выразив опасение, что квантовая физика может послужить поводом для отрицания существования объективно реального мира. Хотя большинство учёных считают, что Эйнштейн был неправ, дискуссия продолжается.